# Hesthesis ornata
Hesthesis ornata là một loài bọ cánh cứng trong họ Cerambycidae.